# Hugh Mackay

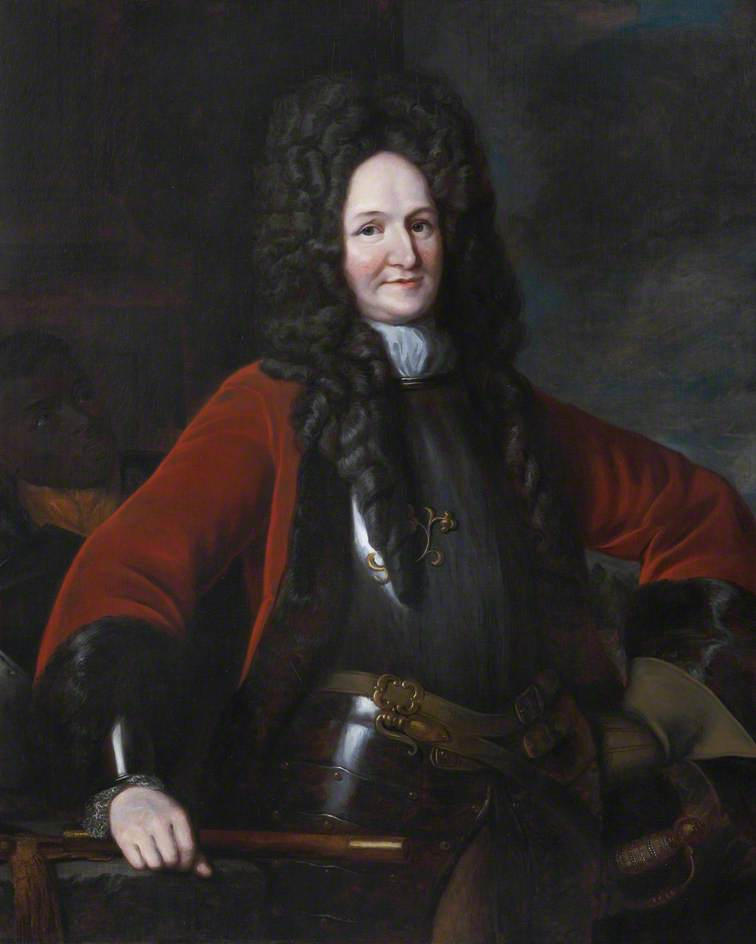
General Hugh Mackay

Hugh Mackay of Scourie (* um 1640 in Scourie, Sutherland; † 3. August 1692, gefallen in der Schlacht bei Steenkerke) war ein schottischer General, der im Dienste Wilhelms von Oranien bekannt wurde.

## Leben

### Herkunft
Hugh Mackay, später seinen schottischen Landsleuten als An Sheniril Mor (der große General) im Gedenken, entstammte einer Nebenlinie des Clan MacKay war der dritte Sohn des gleichnamigen Hugh Mackay, Gutsherr von Scourie in Sutherland, und der Anne, Tochter von John Corbet, Gutsherr von Arboll in Ross-shire. Nach dem Tod seiner beiden älteren Brüder William und Hector, die in Caithness ermordet wurden und nach dem Tod seines Vaters im Jahre 1662, begab sich der junge Hugh Mackay nach England.

### Frühe militärische Karriere
Nach der geglückten Restauration der Stuarts trat er als Ensign in das Douglas-(Dumbarton) Regiment ein, das anschließend von König Charles II. dem französischen König verliehen wurde. Mackay begleitete diese Einheit, jetzt in Royal Scots Brigade umbenannt, nach Frankreich um im Heere des Prinzen von Conde und des Vicomte de Turenne eine höhere militärische Ausbildung zu erhalten. Im Jahr 1669 meldete er sich freiwillig in den Dienst Venedigs, um die Republik bei der Belagerung von Candia zu unterstützen, in Anerkennung seiner dortigen Leistungen erhielt er eine Ehrenmedaille. Im Jahre 1672 wurde er zum Kapitän im Dumbarton-Regiment ernannt, mit dem er im französischen Heer unter Turenne in den Vereinigten Provinzen einrückte. Während dieser Zeit war er in Bonmel bei Geldern einquartiert, im Haus einer holländischen Dame, der Frau des Chevalier de Bie. Er verliebte sich in deren älteste Tochter Clara, die er im Jahre 1673 heiratete. Der fromme Glauben der Familie machte auf ihn einen tiefen Eindruck. Er sah seinen Dienst für Frankreich jetzt als Kampf für eine ungerechte Sache und seine natürlichen Sympathien für die Holländer brachte seinen Frontwechsel als Kapitän in das Heer der Generalstaaten. Hier zeichnete sich die schottische Brigade in der Schlacht von Seneffe (1674) ebenso aus, wie bei der Belagerung von Grave, das am 24. Oktober des gleichen Jahres kapitulierte. Anschließend wurde er zum Major befördert. Im Jahre 1677 wurde er zum Oberst im schottischen Regiment ernannt.
Im Jahr 1685 sollte die Scots Brigade nach England gebracht werden, um bei der Niederwerfung des Monmouth Rebellion mitzuwirken. Mackay wurde am 4. Juni 1685 zum Generalmajor befördert und zum Mitglied des schottischen Privy Councils ernannt, obwohl der Einsatz der Brigade nicht erforderlich gewesen war. Mackay war darauf für kurze Zeit in Edinburgh, kehrte aber nach London zurück, ohne seine schottischen Güter zu besuchen. Nachdem die schottische Brigade vom König James II. auf Hounslow Heath inspiziert worden war, schiffte sich diese mit Mackay wieder nach Holland ein. Im Jahr 1687 wollte James II. die Brigade wieder im Waffendienst Frankreichs sehen, aber das Ansuchen wurde von dem Prinzen von Oranien verweigert. Als darauf König James am 27. Januar 1688 die Rückbringung nach England forderte, wurde von den Generalstaaten beschlossen, die Soldaten zurückzuhalten und selbst zu besolden.

### Krieg gegen die Jakobiten
Im November 1688 landeten Oraniens Truppen im Hafen von Torbay in Südwestengland. Mackay hatte das Kommando über die englische und schottische Division, die von der Bevölkerung bejubelt und kampflos empfangen wurde. Im Januar 1689 wurde Mackay durch Wilhelm III. zum Befehlshaber in Schottland ernannt und beauftragt die Sitzungen der Convention of the Estates of Scotland in Edinburgh zu schützen und den Aufstand der Jakobiten unter John Graham of Claverhouse zu zerschlagen. Graham, der auch als Bonnie Dundee bekannt war, unterstützte in seiner Eigenschaft als Oberbefehlshaber aller schottischen Streitkräfte weiterhin die Stuart-Dynastie.
Bis 25. März 1689 erreichten Mackays Truppen Perth, seine Kräfte bestanden im Kern noch immer aus seiner alten schottischen Brigade, die Ausfälle durch die abgegangenen holländischen Soldaten waren mit schottischen Rekruten aufgefüllt worden. John Graham of Claverhouse, der am 30. März von König Wilhelm III. zum Landesverräter erklärt worden war, zog seine zahlenmäßig schwächeren Truppen vor Mackays Streitkräften nach Norden zurück. Am 16. Mai erreichte er Glenroy, um sich mit den Clans unter Ewen Cameron of Lochiel zu vereinigen. Am Morgen des 27. Juli 1689 wurden Mackays verfolgende Truppen gemeldet und in der Schlacht von Killiecrankie sofort angegriffen. Der Gebrauch des neu eingeführten Spundbajonett erhöhte die Feuerkraft, aber die Befestigung der Stichwaffe wurde bis zum letzten möglichen Moment verzögert. Die Schnelligkeit des jakobitischen Angriffes machte die Regierungstruppen für die entscheidenden Momente schutzlos. Sein Bruder Oberstleutnant James Mackay wurde von seinen Männern verlassen und getötet. Noch während Mackay den Rückzugsbefehl gab, waren bei seinen Streitkräften schwere Verlusten eingetreten. Andererseits wurde der Sieg der Highlander durch den Tod von Bonnie Dundee zunichtegemacht. Mackay zeigte auch nach der Niederlage unerwartete Energie und unterwarf die Highlands Schritt für Schritt. Am 21. August 1689 erlitten die Highlander in der Schlacht von Dunkeld schwere Verluste. Dies ermöglichte es Mackay, die Clans in Atholl zu unterwerfen, bald folgte die Unterwerfung des ganzen Lands bis Inverness. Im Juni 1690 marschierte Mackay von Perth nach Badenoch und erreichte am 3. Juli Inverlochy. Hier traf Mackay mit einer Expedition von drei Fregatten und 600 Soldaten zusammen und in der Nähe begann der Bau von Fort William, als starkes Bollwerk gegen weitere Aufstände.
Mackay unterstützte Wilhelm III. bei der Organisation für den Feldzug 1691 in Flandern, er selbst wurde aber in diesem Jahr nach Irland gesandt und dort den Befehl des General Ginkell unterstellt. Seine Grenadiere führten am 30. Juni 1691 einen brillanten Übergang über den Shannon durch. In der Schlacht von Aughrim (12. Juli 1691) bewährten sich seine Truppen, indem Mackay seiner Kavallerie einen Weg über ein unwegsames Moor öffnete und seine Umfassung der Flanke der irischen Armee de Sieg entschied. Nach der Kapitulation von Limerick am 3. Oktober kehrte er nach Holland zurück.
Er stieg noch vor den Feldzug von 1692 in den Rang eines Generalleutnants auf und verstärkte die alliierten Armee in Flandern um eine ganze Division. Während der Schlacht von Steenkerke (24. Juli 1692) wurden Mackays Positionen von den Franzosen schwer bedrängt. Er bat um Rückzug oder sofortige Verstärkungen, erhielt aber den Befehl, weiter auszuhalten. Ohne die nötige Unterstützung zu erhalten, wurde der größte Teil seiner Truppen zerschlagen und er selbst getötet. Seine Nachkommen starben in der männlichen Linie bereits 1775 aus.